# Z-Talbo
Z-Talboは、神田商会が販売しているエレクトリック・ギターの機種であり、ブランド名。同じく神田商会より販売している東海楽器製造社製TalboのボディとZEMAITISのヘッドを組み合わせたコラボレート・ギターのこと。

## 特徴
アルミ製のZエンブレムとトラスロッド・カバー、シャーラー製M6ペグを装備した従来のZEMAITISヘッドを基本に、アレンジされた角度付きのニュー・ヘッド・ストックとポジションマーカー・デザイン、ネックグリップはファットなUシェイプでメイプルのマットフィニッシュ、フレットのエッジの処理も変えてある。
- ナット幅：43mm
- 指板：350R
- Tokaiロゴはどこにも入っていない。

## モデル

### Z-Talbo Jr.
- Z-Talboの第一弾モデル
- ボディはTalboギターの派生モデルであるTalbo Jr.と同じく、小型の中空ボディ、9V (006P) 電池使用5Wアンプ内蔵、直径10cmフル・レンジのスピーカー搭載、ヘッドフォン・ミニ・ジャックと外部出力ジャックを装備
- 神田商会は、このZ-Talbo Jr.の販売により従来のTalbo Jr.販売を終了した
- Z-Talboのロゴをパンチング・メタルのスピーカー・グリル上にプリント

#### GK-Z-Talbo Jr.
池部楽器 (Talbo Secret Factory) が、Z-Talbo Jr.にRoland GK-KIT-GT3を搭載したカスタマイズ・モデル。SHIBUYA-GK-MOD限定。
GK用13ピンアウト装備でギター・シンセを鳴らせ、又MIDIインターフェイスのGI-20を経てMIDI音源も鳴らせる。
Uシェイプでフラットな指板。
PICKUP：KTL-1 GK-3
CONTROL：VOLUME w/PUSH-PULL POWER SWITCH‚ S1/S2 (GK)‚ GK/V‚ Guitar/Mix/GK Selector
JACKS： OUTPUT‚ HEADPHONE (MINI JACK)‚ GK13pin

### ZT-2500 SSH
- Z-Talboの第二弾モデル
- Z-Talboのロゴをボディにプリント